# Андре Ено
Андре Ено (фр. André Hainault, нар. 17 червня 1986, Водрей-Доріон) — канадський футболіст, захисник. По завершенні ігрової кар'єри — тренер.

## Клубна кар'єра
Андре Ено почав грати у футбол у клубі «Гадсон Гокс» у Квебеку, Канада, а 1998 року перебрався в академію "Лейк Сент-Луїс Лейкерс. У 2003 році він підписав контракт із клубом «Монреаль Імпакт», який тоді грав у А-Лізі USL і наступного року виграв з командою цей турнір..
У 2005 році Ено перейшов до клубу першого дивізіону Чехії СІАД (Мост), підписавши дворічний контракт. У новій команді регулярно грав на позиції центрального захисника, завдяки чому на початку січня 2008 року Ено на правах оренди перейшов до складу одного з місцевих грандів, клубу «Спарта» (Прага), але зіграв лише два матчі чемпіонату, через що незабаром потім повернувся до попереднього клубу, який змінив назву на «Банік» (Мост).

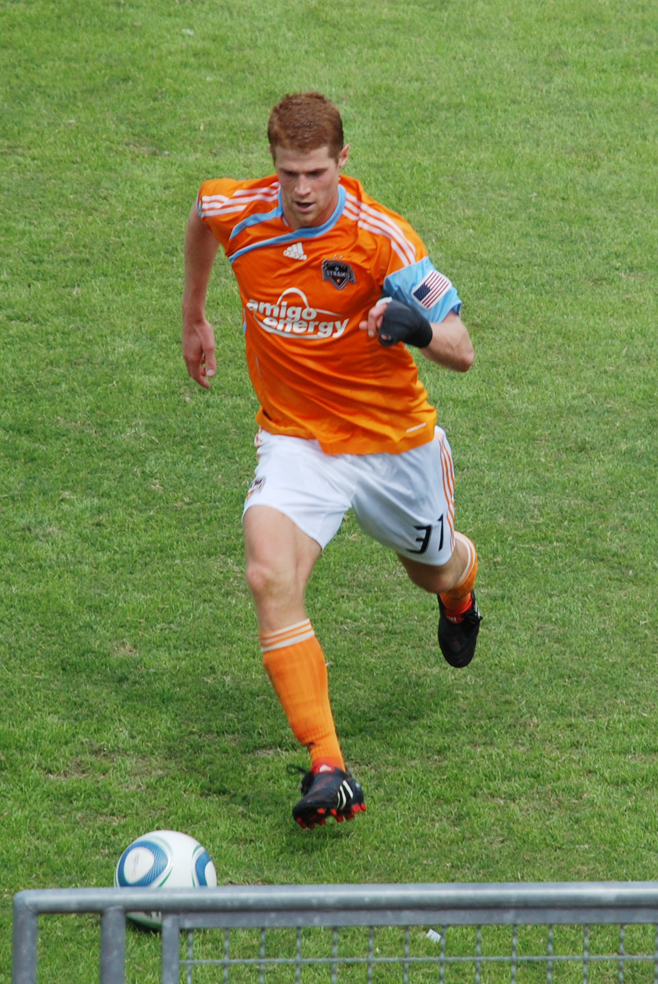
Андре Ено у складі «Х'юстон Динамо». 2010 рік.

14 квітня 2009 року Ено перейшов у команду MLS «Х'юстон Динамо», підписавши чотирирічний контракт. 3 травня того ж року в матчі проти «Нью-Інгленд Революшн», він дебютував у MLS. 25 жовтня у поєдинку проти «Чівас США», Ено забив свій перший гол за «Х'юстон». Загалом за чотири сезони провів за «динамівців» понад 100 ігор у чемпіонаті.
У січні 2013 року у статусі вільного агента підписав угоду до кінця сезону із шотландським клубом «Росс Каунті». По його завершенні у липні 2013 року Ено переїхав до Німеччини і приєднався до клубу другого дивізіону «Аален». Там він грав до кінця сезону 2014/15, після чого він і команда вилетіли до Третьої ліги. Після вильоту «Алена» Ено перейшов до іншої команди третього дивізіону «Магдебург» на сезон 2015/16. Там він зарекомендував себе як основний гравець на лівому фланзі захисту в першій половині сезону, але на початку другої половини сезону порвав медіальну зв'язку і вибув до кінця сезону. Незважаючи на це, клуб продовжив його контракт до 2018 року. У першій половині сезону 2016/17 він провів лише два матчі через травму, а операція під час зимової перерви означала ще одне передчасне завершення сезону. Він повернувся на поле лише у 20-го турі сезону 2017/18 і допоміг за підсумками того сезону команді посісти перше місце та вийти до Другої Бундесліги.
Влітку 2018 року Ено перейшов до «Кайзерслаутерн», підписавши дворічний контракт. Загалом відіграв за кайзерслаутернський клуб 57 матчів в Третій лізі. У останньому сезоні також грав за резервну команду у Оберлізі і після сезону 2020/21 завершив ігрову кар'єру.

## Виступи за збірні
2002 року дебютував у складі юнацької збірної Канади (U-17), загалом на юнацькому рівні взяв участь у 14 іграх.
Протягом 2003—2005 років залучався до складу молодіжної збірної Канади, з якою був учасником молодіжного чемпіонату світу 2005 років у Нідерландах, де взяв участь у трьох матчах, але канадці не вийшли з групи. Всього на молодіжному рівні зіграв у 22 офіційних матчах.
15 листопада 2006 року дебютував в офіційних іграх у складі національної збірної Канади в товариському матчі проти Угорщини (0:1).
У складі збірної був учасником розіграшів Золотого кубка КОНКАКАФ 2007, 2009, 2011 та 2015 років.
Загалом до 2015 року він провів за національну збірну 44 гри і забив 2 голи.

## Кар'єра тренера
Після завершення кар'єри гравця Ено у сезоні 2021/22 працював у молодіжній академії клубу «Майнц 05», а влітку 2022 року став помічником тренера Яна Зіверта у другій команді клубу. Після підвищення Зіверта до головного тренера першої команди в листопаді 2023 року, його наступник Бенджамін Гоффманн також залишив Ено на посаді помічника тренера.
Влітку 2024 року Ено залишив «Майнц» і приєднався до клубу Регіоналліги «Галлешер», де став помічником тренера в команді Марка Ціммерманна